# Эзеокафор, Павлин Чуквуэмека
Павлин Чуквуэмека Эзеокафор (Paulinus Chukwuemeka Ezeokafor, 13 сентября 1952 год, Колониальная Нигерия) — католический прелат, епископ Авки с 8 июля 2011 года.

## Биография
30 июня 1984 года Павлин Чуквуэмека Эзеокафор был рукоположён в священника епископом епархии Авки Альбертом Канене Обефуной, после чего служил в различных приходах епархии Авки.
20 января 2007 года Римский папа Бенедикт XVI назначил Павлина Чуквуэмеку Эзеокафора титулярным епископом Тетци и вспомогательным епископом епархии Авки. 28 апреля 2007 года состоялось рукоположение Павлина Чуквуэмеки Эзеокафора в епископа, которое совершил апостольский нунций в Индонезии и титулярный архиепископ Ботрианы Ренцо Фратини в сослужении с архиепископом Оничи Валерианом Океке и епископом Окигве Соломоном Аманчукву Амату.
8 июля 2011 года Римский папа Бенедикт XVI назначил Павлина Чуквуэмеку Эзеокафору епископом Авки.